# Атаманов Лев Костянтинович
Лев Костянтинович Атаманов (Левон Атамян) (8 (21 березня 1905, Москва, Російська імперія — 12 лютого 1981, Москва, СРСР) — радянський режисер мультиплікаційного кіно. Народний артист РРФСР (1978)

## Життєпис
Л. К. Атаманов народився 8 (21) лютого 1905 року в Москві, в вірменській сім'ї. 1926 року закінчив Першу держкіношколу (майстерня Лева Кулешова) з дипломом кінорежисера. З 1928 року працював помічником режисера на кінофабриці «Госвоєнкіно». З 1931 став уже режисером мультиплікаційного кіно. Учасник Великої Вітчизняної війни служив у саперній частині
Один із зачинателів радянської мультиплікаційної кінематографії. Створював фільми з мотивів російських, вірменських, китайських, індійських, датських казок. З 1936 працював у Вірменії, поставив там фільми: «Піс і кіт» (1938), «Поп і коза» (1941), «Чарівний килим» (1948). З 1949 року режисер кіностудії «Союзмультфільм». Поставлені ним фільми «Жовтий лелека» (1950), «Червона квіточка» (1952), «Золота антилопа» (1954), «Снігова королева» (1957) та інші нагороджені преміями та дипломами МКФ
Був головою Бюро творчої секції та членом міськради «Союзмультфільму», заступником голови секції мультиплікації СК СРСР. На початку 1960-х років голова режисерської колегії лялькового об'єднання «Союзмультфільму»
Л. К. Атаманов помер 12 лютого 1981 року в Москві на 76-му році життя. Похований на 5 ділянці Вірменського цвинтаря (філія Ваганьківського) Москви.

## Внесок у мистецтво
Відомий режисер аніме Хаяо Міядзакі в інтерв'ю зізнавався, що фільм Атаманова «Снігова королева» вплинув, коли він вибирав те, чим займатиметься в житті.

## Фільмографія
- Казка про білого бичка (1933)
- Клякса в Арктиці (1934)
- Клякса-перукар (1935)
- Пес і кіт (1938)
- Поп та коза (1941)
- Чарівний килим (1948)
- Жовтий лелека (1950)
- Оленька квіточка (1952)
- Золота антилопа (1954)
- Пес і кіт (1955)
- Снігова королева (1957)
- Викрадачі фарб (1959)
- Ключ (1961)
- Казка про чужі фарби (1962)
- Жарти (1963)
- Пастушка та сажотрус (1965)
- Букет (1966)
- Лавка (1967)
- Паркан (1967)
- Калейдоскоп-68 (1968)
- Велосипедист (1968)
- Балерина на кораблі (1969)
- Це в наших силах (1970)
- плутанина (збірка) (1971)
- Петрушка (1971)
- Вище голову! (1972)
- Новели про космос (1973)
- Поні бігає по колу (1974)
- Я згадую… (1975)
- Кошеня на ім'я Гав (1976) (випуск 1)
- Кошеня на ім'я Гав (1977) (випуск 2)
- Кошеня на ім'я Гав (1979) (випуск 3)
- Кошеня на ім'я Гав (1980) (випуск 4)

## Документальне кіно
2018 «Я люблю свої казки» про творчий шлях Лева Атаманова. Кінокомпанія «Майстер-фільм»

## Звання
Заслужений діяч мистецтв РРФСР (1964)
Народний артист РРФСР (1978)

## Нагороди на фестивалях
Режисер Лев Атаманов багато разів нагороджувався на фестивалях: Мультфільм «Жовтий лелека»,1950
- 1951 — МКФ у Делі (Індія), Почесний диплом
- 1952 — МКФ у Бомбеї (Індія), Диплом Мультфільм «Золота антилопа», 1954
- 1955 — VII МКФ у Каннах (Франція), Почесний диплом
- 1955 — МКФ короткометражних фільмів у Белграді (Югославія), Диплом
- 1955 — Кінофестиваль у Дурбані (Південно-Африканський Союз), Диплом
- 1957 — I МКФ у Лондоні (Англія), Диплом Мультфільм «Снігова королева», 1957
- 1957 — IX МКФ для дітей та юнацтва у Венеції (Італія), Перша премія
- 1958 — XI МКФ у Каннах (Франція), Премія 1959 — III Міжнародний огляд фестивальних фільмів у Лондоні (Англія), Приз
- 1958 — МКФ у Римі (Італія), Премія Мультфільм «Лавка», 1967
- 1969 — II МКФ мультфільмів у Мамайї (Румунія), Спеціальна премія журі
- 1969 — XI МКФ документальних та короткометражних фільмів у Венеції (Італія), приз
- 1970 — III МКФ фільмів з мистецтва в Бергамо (Італія), приз
- Мультфільм «Балерина на кораблі», 1969
- 1970 — III МКФ мультфільмів у Мамайї (Румунія), Приз «Срібний пелікан»
- 1970 — Кінофестиваль у Лондоні (Англія), приз